# جيمي هاريس (لاعب كرة قدم)
جيمي هاريس (بالإنجليزية: Jimmy Harris)‏ (18 أغسطس 1933 في المملكة المتحدة - 17 أبريل 2022) هو لاعب كرة قدم بريطاني في مركز الهجوم. شارك مع منتخب إنجلترا تحت 21 سنة لكرة القدم. أما مع النوادي، فقد لعب مع أولدهام أثلتيك وباتريك أتلتيك وبرمنغهام سيتي ونادي إيفرتون.

## وصلات خارجية
- جيمي هاريس على موقع قاعدة بيانات كرة القدم.إي يو (الإنجليزية)